# Elasiprora rostrifera
Elasiprora rostrifera är en fjärilsart som beskrevs av Edward Meyrick 1914. Elasiprora rostrifera ingår i släktet Elasiprora och familjen stävmalar. Inga underarter finns listade i Catalogue of Life.